# Rezolucija Vijeća sigurnosti UN-a 819
Rezolucija Vijeća sigurnosti UN-a 819, jednoglasno usvojena 16. travnja 1993., nakon ponovne potvrđivanja rezolucije 713 (1991.) i svih (1992.) kasnijih rezolucija, Vijeće je izrazilo zabrinutost zbog djelovanja paravojnih postrojbi bosanskih Srba u gradovima i selima u istočnoj Bosni i Hercegovini, uključujući napade na civile, Zaštitne snage Ujedinjenih naroda i ometanje humanitarne pomoći konvoje pomoći. Rezolucija je označila UN-ovo prvo proglašenje civilnog "sigurnog područja"; nije uspjela spriječiti masakr u Srebrenici.

## Rezolucija
Djelujući prema Poglavlju VII Povelje Ujedinjenih naroda, Vijeće je dalje zahtijevalo da sve strane i drugi zainteresirani tretiraju Srebrenicu i njezinu okolicu kao sigurno područje koje bi trebalo biti slobodno od bilo kakvog oružanog napada ili bilo kojeg drugog neprijateljskog čina, nadalje zahtijevajući prestanak sva neprijateljstva i povlačenje paravojnih snaga bosanskih Srba iz područja oko Srebrenice. Ovo je bio prvi slučaj proglašenja civilne "sigurne zone" u svijetu. Također je zahtijevao da Savezna Republika Jugoslavija (Srbija i Crna Gora) prestane isporučivati oružje, vojnu opremu i druge usluge paravojnim jedinicama bosanskih Srba u Bosni i Hercegovini.
U rezoluciji se zatim od glavnog tajnika Butrosa Butrosa-Galija traži da poveća prisutnost zaštitnih snaga u Srebrenici i okolnim područjima, tražeći punu suradnju strana i drugih zainteresiranih strana te da Boutros-Ghali o tome izvijesti Vijeće. Kasnije je raspoređeno 147 mirovnjaka kako bi uvjerili generala bosanskih Srba Ratka Mladića da se grad neće koristiti kao baza za napad na njegove snage. Također je ponovno potvrdio da je stjecanje teritorija prijetnjom ili upotrebom sile, posebice putem etničkog čišćenja, nezakonito i neprihvatljivo u međunarodnom humanitarnom pravu. Vijeće je osudilo "gnjusnu kampanju etničkog čišćenja" paravojnih postrojbi bosanskih Srba i njihove akcije prisiljavanja na evakuaciju civilnog stanovništva iz Srebrenice.
Što se tiče humanitarne pomoći, Vijeće je zatražilo nesmetanu dostavu humanitarne pomoći za sva područja Bosne i Hercegovine, a posebno za civilno stanovništvo Srebrenice, te da svako ometanje dostave predstavlja kršenje međunarodnog humanitarnog prava. Zatim je apelirao na glavnog tajnika i Visokog povjerenika Ujedinjenih naroda za izbjeglice da pojačaju postojeće humanitarne operacije u regiji.
Naposljetku, Rezolucija 819 zahtijevala je od svih strana da osiguraju sigurnost zaštitnih snaga, osoblja Ujedinjenih naroda i drugih međunarodnih organizacija, omogućujući siguran prijenos ozlijeđenih civila iz Srebrenice i okolnih područja, te objavila svoju odluku o slanju misije članova Vijeće sigurnosti za procjenu situacije u Bosni i Hercegovini. Rezolucijom 824 "zaštićena zona" će kasnije biti proširena na gradove Tuzlu, Žepu, Bihać, Goražde i Sarajevo.

## Neučinkovitost
Unatoč svojoj preventivnoj formulaciji, Rezolucija 819 nije uspjela spriječiti masakr u Srebrenici u srpnju 1995., kada su Zaštitne snage Ujedinjenih naroda zarobljene, a izbjeglice iz pale enklave pale u ruke snaga generala bosanskih Srba Ratka Mladića, koji je kasnije optužen od strane Međunarodni kazneni sud za bivšu Jugoslaviju za ratne zločine uključujući genocid.
U svojoj kronologiji događaja u Srebrenici, Pod zastavom UN-a, Hasan Nuhanović, koji je preživio genocid, kritizira članove međunarodne zajednice koji su bili uključeni na terenu ili su neizravno utjecali ili mogli utjecati na događaje zbog konkretnih propusta u ispunjavanju svoje odgovornosti zaštite muslimanskog stanovništva u opkoljenoj "zaštićenoj zoni" prema Rezoluciji 819.

## Vanjske poveznice
| Wikizvor | Engleski Wikizvor ima izvorni tekst na temu: United Nations Security Council Resolution 819 |

- Text of the Resolution at undocs.org